# Championnat d'Afrique masculin de volley-ball des moins de 23 ans
Le Championnat d'Afrique de volley-ball masculin des moins de 23 ans est une compétition réservée aux équipes nationales des moins de 23 ans, elle se déroule tous les deux ans et est organisée par la Confédération Africaine de Volleyball.

## Tableau des médailles
| Rang  | Nation  | Or | Argent | Bronze | Total |
| ----- | ------- | -- | ------ | ------ | ----- |
| 1     | Algérie | 1  | 0      | 1      | 2     |
| 2     | Tunisie | 1  | 0      | 0      | 1     |
| 3     | Égypte  | 0  | 1      | 0      | 1     |
| 3     | Maurice | 0  | 1      | 0      | 1     |
| Total | Total   | 2  | 2      | 1      | 5     |

## Palmarès détaillé
| 2014 Détails | Charm el-Cheikh | Tunisie | TTR | Égypte  | Algérie | TTR | Libye |
| 2017 Détails | Alger           | Algérie | TTR | Maurice |         | TTR |       |